# Chinesischsprachige Wikipedia

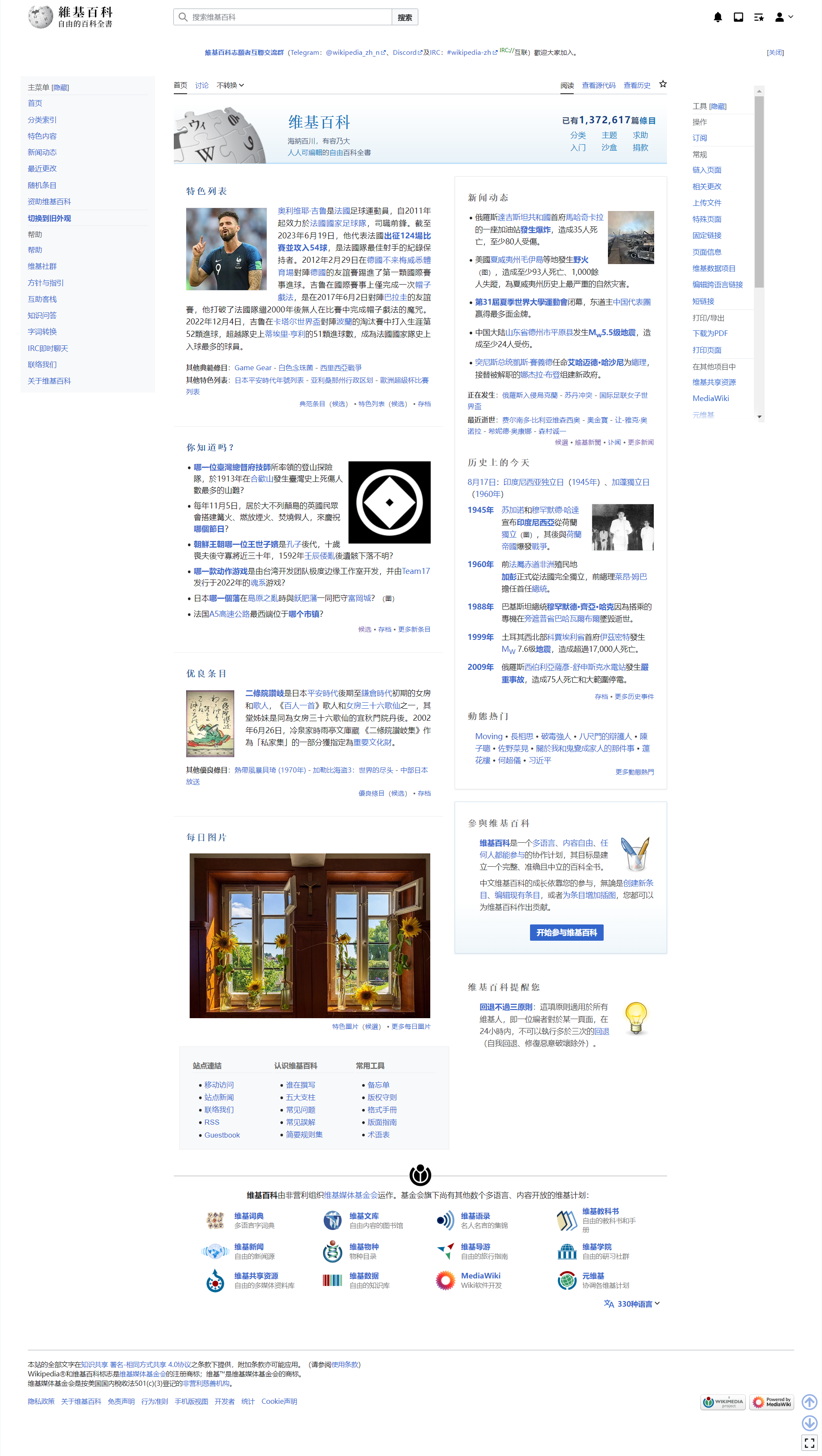
Bildschirmfoto der chinesischsprachigen Wikipedia

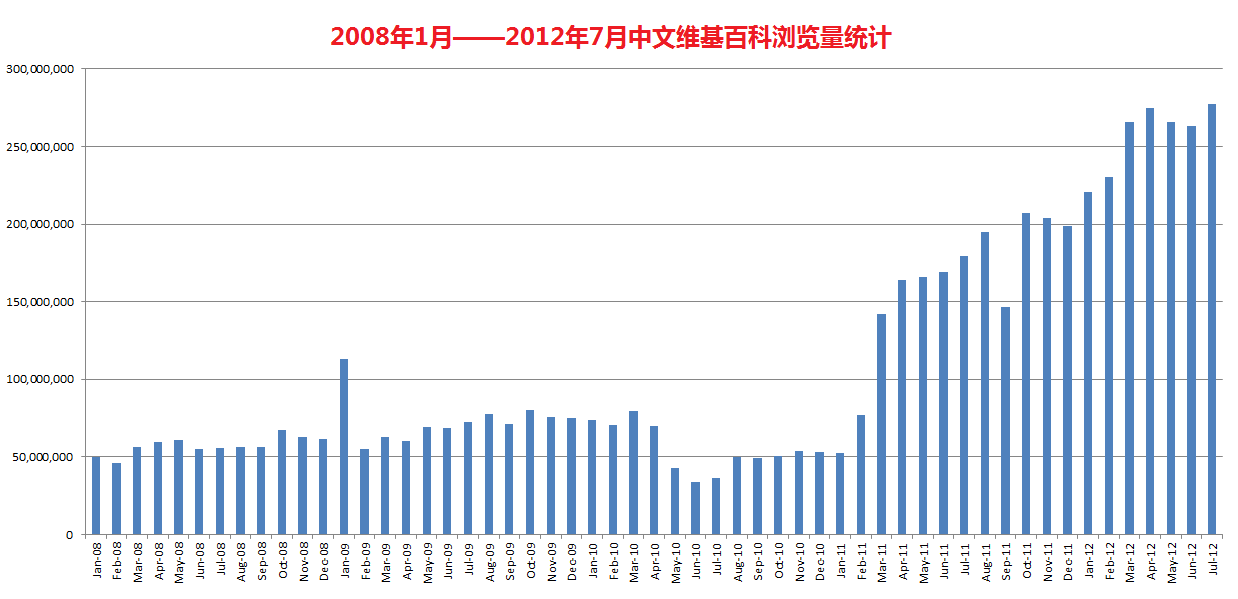
Statistik von Seitenabrufen der chinesischsprachigen Wikipedia, 2008–2012

Die chinesischsprachige Wikipedia (chinesisch 維基百科 / 维基百科, Pinyin Wéijībǎikē) ist die chinesischsprachige Variante des internationalen Wikipedia-Projektes. Seit dem 13. April 2018 besteht die Enzyklopädie aus über 1.000.000 Artikeln. Die chinesischsprachige Wikipedia ist nach Hudong und Baidu Baike die drittgrößte chinesischsprachige Online-Enzyklopädie. Der Zugriff zur chinesischsprachigen Wikipedia ist seit dem Mai 2015 in der Volksrepublik China gesperrt. Seit dem April 2019 ist auch der Zugriff auf sämtliche anderen Wikipedia-Sprachversionen in der Volksrepublik China blockiert.

## Geschichte
Die chinesischsprachige Wikipedia wurde im Oktober 2002 eingerichtet.

### Traditionelle und vereinfachte Schrift
Die chinesische Schrift existiert in zwei varianten Schreibweisen, den sogenannten traditionellen oder „Langzeichen“, die in Taiwan, Hongkong und Macau verwendet werden, und den vereinfachten „Kurzzeichen“, die in der Volksrepublik China ab den 1950er Jahren eingeführt und auch in Singapur und in Malaysia übernommen wurden.
Personen, die eine Form der Schrift gelernt haben, können nicht ohne weiteres oder nur mit Schwierigkeiten die jeweils andere Form lesen. Ursprünglich gab es daher zwei chinesischsprachige Wikipedia-Versionen unter den Sprachkürzeln „zh“ (oder „zh-cn“) für die vereinfachte Schrift und „zh-tw“ für die traditionellen Langzeichen. Dadurch kam es zu einer Parallelentwicklung und Artikel wurden zum Teil doppelt geschrieben und unterschieden sich im Inhalt zwischen den beiden Schriftversionen. Um diese als unbefriedigend empfundene Situation zu beseitigen, wurde ab Januar 2005 eine Serverlösung implementiert, mit der Schriftzeichen automatisch in dem Schriftsystem dargestellt wurden, das der Benutzer in seinen Einstellungen festgelegt hatte.
Um regionale Besonderheiten zu berücksichtigen, wurden 6 verschiedene Schriftsysteme bereitgestellt:
| Schriftvariante | angepasst für       | Chinesischer Name | Iso     |
| --- | ------------------- | ----------------- | ------- |
| Kurzzeichen | –                   | 简体              | zh-hans |
| Traditionelle Schrift                                                                                                  | –                   | 繁體              | zh-hant |
| Kurzzeichen | Volksrepublik China | 大陆简体          | zh-cn   |
| Traditionelle Schrift                                                                                                  | Taiwan              | 台灣正體          | zh-tw   |
| Kurzzeichen | Singapur            | 新加坡简体        | zh-sg   |
| Kurzzeichen | Malaysia            | 大马简体          | zh-my   |
| Traditionelle Schrift                                                                                                  | Hongkong            | 香港繁體          | zh-hk   |
| Traditionelle Schrift                                                                                                  | Macau               | 澳門繁體          | zh-mo   |
| Für mehr Informationen, siehe: Automatische Konversion zwischen vereinfachter und traditioneller chinesischer Schrift. |                     |                   |         |

1. 1 2  Seit Mitte 2018 gibt es eine eigene Schriftversion für Malaysia. Zuvor war Malaysia unter „zh-sg“ geführt.

### Blockade der chinesischsprachigen Wikipedia in der Volksrepublik China
Die Volksrepublik China und Internetdienstanbieter haben in der Volksrepublik China eine Praxis der Blockade eingeführt, und umstrittene Internetseiten in China und Wikimedia-Seiten wurden mindestens vier Mal in ihrer Geschichte blockiert.

#### Erste Blockade
Die erste Blockierung dauerte vom 2. bis zum 21. Juni 2004. Es begann damit, dass der Zugriff auf die chinesischsprachige Wikipedia von Peking aus am 15. Jahrestag der Tian’anmen-Massaker blockiert wurde.
Möglicherweise wurde diesbezüglich am 31. Mai ein Artikel vom IDG News Service veröffentlicht, der die Behandlung der Proteste durch die chinesischsprachige Wikipedia thematisierte. Die chinesischsprachige Wikipedia verfügt auch über Artikel, die sich auf die Unabhängigkeit von Taiwan beziehen, die von Benutzern aus Taiwan und anderswo geschrieben worden sind. Einige Tage nach der ersten Blockade der chinesischsprachigen Wikipedia wurden alle Internetseiten von Wikimedia in der Volksrepublik China blockiert. Als Reaktion auf die Blockade reichten zwei Administratoren einen Appell ein, die Blockade aufzuheben, und baten ihren regionalen Internetdienstanbieter, sie weiterzugeben. Alle Wikimedia-Internetseiten wurden zwischen dem 17. und dem 21. Juni 2004 blockiert. Einen Monat später wurde das erste Treffen der Administratoren der chinesischsprachigen Wikipedia am 25. Juli 2004 abgehalten.
Die erste Blockade hatte Auswirkungen auf die Vitalität der chinesischsprachigen Wikipedia, die Rückschläge in verschiedenen Belangen erlitt, wie der Zahl der neuen Benutzer, der Zahl der neuen Artikel und der Zahl der Bearbeitungen. Es dauerte in einigen Fällen sechs bis zwölf Monate, bis die Werte vom Mai 2004 wieder erreicht waren.

#### Zweite Blockade
Der zweite und weniger schwerwiegende Ausfall dauerte vom 23. bis zum 27. September 2004. Während der viertägigen Dauer war der Zugriff auf Wikipedia für einige Benutzer in der Volksrepublik China nicht möglich oder nur zeitweilig verfügbar. Diese Blockade war nicht vollumfänglich und andere Benutzer in der Volksrepublik China waren niemals davon betroffen. Der genaue Grund für die Blockade blieb unklar. Die chinesischsprachige Wikipedia richtete wieder einen Appell an regionale Internetdienstanbieter, aber die Blockade wurde aus einem unbekannten Grund aufgehoben, bevor der Appell tatsächlich abgesandt worden war.

#### Dritte Blockade und deren zeitweilige Aufhebung
Die dritte Blockade begann ohne Ankündigung oder nachträgliche Erklärungen am 19. Oktober 2005 und es gab keinen Hinweis darauf, ob diese Blockade temporär oder dauerhaft sein würde. Gemäß der Statusseite, die auf der chinesischsprachigen Wikipedia aufrechterhalten wurde, wurden die Server in Florida und Südkorea blockiert, wohingegen die Server in Paris und Amsterdam nicht betroffen waren. Dutzende von Benutzern aus der gesamten Volksrepublik China berichteten, dass sie auf die Wikipedia nur mittels Proxyservern zugreifen konnten, obgleich es einzelne gegenteilige Berichte hierzu gab. Die meisten chinesischen Nutzer konnten keine Verbindung zur Wikipedia aufbauen.
Während Oktober und November 2006 schien es erstmals, als ob die Blockade der Internetseite wieder aufgehoben werden würde. Viele sich widersprechende Berichte von Bloggern und Wikipedianern berichteten von einer möglichen, teilweisen oder völligen Aufhebung der Blockade der Wikipedia. Einige Berichte deuteten auf eine völlige Aufhebung der Blockade hin, andere verwiesen darauf, dass einige sensible Themen blockiert blieben, und noch andere wiesen darauf hin, dass die chinesischsprachige Wikipedia blockiert würde, während die anderssprachigen Versionen freigegeben waren. Ab dem 17. November 2006 war die völlige Blockade wieder in Kraft getreten. Am 15. Juni 2007 hob die Volksrepublik China die Blockade für einige Artikel auf, um dann wieder eine zunehmende Zahl von Artikeln zu blockieren. Am 30. August 2007 wurden alle Blockaden aufgehoben, aber bereits am 31. August 2007 wieder eine Blockade für alle Sprachversionen der Wikipedia verhängt. Am 26. Januar 2008 waren Sprachversionen der Wikipedia blockiert, und am 2. April 2008 wurde die Blockade aufgehoben.
Bis zum 5. April 2008 wurde der Zugriff von der Sun-Yat-sen-Universität in Guangdong auf die chinesischsprachige Wikipedia erschwert.
Die Verbindung zur chinesischsprachigen Wikipedia wurde am 6. April 2008 komplett blockiert. Jeder Versuch, darauf zuzugreifen, führte zu einer Zugriffssperre auf Wikimedia-Websites. Jedoch konnte man auf die chinesischsprachige Wikipedia mittels HTTPS zugreifen. Alle anderen Sprachversionen waren nutzbar, jedoch wurden politisch sensible Lemmata wie Tibet immer noch blockiert.
Am 3. Juli 2008 hob die Regierung die Blockade der chinesischsprachigen Wikipedia auf, jedoch konnte auf einige Teile immer noch nicht zugegriffen werden. Am 31. Juli 2008 berichtete die BBC, dass die chinesischsprachige Wikipedia an diesem Tag in der Volksrepublik China nicht blockiert wurde; am Tag davor war sie noch blockiert gewesen. Dies geschah in dem Kontext der bevorstehenden Olympischen Sommerspiele, zu denen viele ausländische Journalisten erwartet wurden. Internetseiten wie die chinesischsprachige Ausgabe der BBC wurden in dieser Zeit ebenfalls freigegeben.

#### Vierte Blockade
Am 19. Mai 2015 wurde der Zugriff zur verschlüsselten sowie zur unverschlüsselten chinesischen Sprachversion der Wikipedia gesperrt. Die Sperrung geschah ohne Ankündigung und ereignete sich zwei Wochen vor dem 26. Jahrestag des Tian’anmen-Massakers. Die Blockade dauert bis zum gegenwärtigen Zeitpunkt an.
Seit dem April 2019 sind auch sämtliche anderssprachigen Wikipedia-Versionen nicht mehr von der Volksrepublik China aus erreichbar.

## Nutzerzahlen
Schon vor der Sperrung der chinesischsprachigen Wikipedia in der Volksrepublik China war es so, dass Nutzer außerhalb der Volksrepublik China, insbesondere aus Taiwan, einen überproportional großen Anteil an den gesamten Seitenbearbeitungen hatten.

## Wikimedia
Betreiber der chinesischsprachigen Wikipedia und aller anderen Sprachversionen der freien Internet-Enzyklopädie ist die Wikimedia Foundation in San Francisco (USA).